# Robert Liewendahl
Robert Liewendahl född 1950  i Mariehamn på Åland, är en åländsk författare och teaterpersonlighet.
Robert Liewendahl utbildade sig på handelsinstitut för att sedan arbeta med datorer och programmering. Han insåg att han ville arbeta med människor och sadlade om, han studerade svenska, franska och historia vid Stockholms universitet, film, drama och regi vid DI och arbetar nu som lärare. Liewendahl var tidigt aktiv som skådespelare i Teaterföreningen i Mariehamn och var 1993-2006 dess ordförande. Liewendahl har stått som författare och regissör till en mängd pjäser. Den första uppfördes 1983. Debutromanen Den tredje frestelsen kom 1993 och handlar om en fransk yngling som reser till Åland 1903 med sin farmor för att se farfaderns grav. De hamnar i badhusepokens Mariehamn och i Bomarsund där farfadern var med i kriget mot ryssarna, och dras ofrivilligt in i tidens politiska händelser. Liewendahl har också skrivit lyrik som publicerats i den åländska kulturtidskriften PQR.